# Близниченко, Гавриил Иосифович
Гавриил Иосифович Близниченко (3 декабря 1913, Ставропольский край — 9 января 1993) — командир отделения 27-й отдельной разведывательной роты, сержант — на момент представления к награждению орденом Славы 1-й степени.

## Биография
Родился 3 ноября 1913 года в селе Рагули, Апанасенского района Ставропольского края,. Окончил среднюю школу. Трудился на маслозаводе в совхозе. В Красной Армии в 1935-37 годах проходи службу в армии. После демобилизации работал в паровозном депо в городе Казалинск. С началом войны продолжал работать на железной дороге как имеющий бронь.
В апреле 1943 года был призван в Красную Армию Казалинским райвоенкоматом. С марта 1943 года участвовал в боях с захватчиками. К осени 1943 года воевал в составе 27-й отдельной разведывательной роты 53-й стрелковой дивизии разведчиком, командиром отделения. В составе этой части прошел до Победы. Воевал на Юго-Западном, Степном, 2-м Украинском фронтах.
В боях на днепровском плацдарме осенью 1943 года заслужил первые боевые награды. 3 октября юго-западнее села Бородаевка гранатами уничтожил минометный расчет. 13 октября участвовал в захвате «языка», прикрывал отход разведгруппы. Был награждён орденом Красной Звезды.
В ночь на 14 ноября действуя в составе разведгруппы участвовал в захвате двух «языков». Прикрывая отход группы гранатами уничтожил минометный расчет, огнём из автомат истребил несколько противников. Был награждён вторым орденом Красной Звезды.
30 апреля 1944 года ефрейтор Близниченко, в составе группы захвата, проник в расположение противника у высоты в районе населенного пункта Пашкани, захватил «языка». Прикрывая отход разведывательной группы, противотанковой гранатой подорвал пулемет, в завязавшейся перестрелке уничтожил до 10 вражеских солдат.
Приказом по частям 53-й стрелковой дивизии от 8 мая 1944 года ефрейтор Близниченко Гавриил Иосифович награждён орденом Славы 3-й степени.
9 декабря 1944 года в районе населенного пункта Вац сержант Близниченко в составе разведгруппы участвовал захвате пленного. Гранатами лично подавил пулеметную точку, сразил 3 противников и 1 захватил в плен.
Приказом по войскам 7-й гвардейской армии от 9 января 1945 года ефрейтор Близниченко Гавриил Иосифович награждён орденом Славы 2-й степени.
2 апреля 1945 года в схватке с врагом близ города Брук сержант Близниченко вместе с бойцами взял в плен 10 солдат и офицеров.
Указом Президиума Верховного Совета СССР от 15 мая 1946 года сержант Близниченко Гавриил Иосифович награждён орденом Славы 1-й степени. Стал полным кавалером ордена Славы.
В 1945 году был демобилизован.
Жил в городе Днепропетровск. Работал на фабрике бытовых услуг. Скончался 9 января 1993 года.
Награждён орденом Отечественной войны 1-й степени, двумя орденами Красной Звезды, Славы 1-й, 2-й и 3-й степеней, медалями.